# Estadi d'Atotxa
El Camp de Futbol d'Atotxa va ser el segon camp de futbol de la Reial Societat, en funcionament durant més de 75 anys (1913 – 1993). Era un petit camp amb cert sabor anglès i on es van viure les majors gestes esportives de l'equip. Va ser precedit per Ondarreta, el primer camp de la Real, situat al barri de El Antiguo de Sant Sebastià, i succeït per l'actual Estadi d'Anoeta.

## Història
Fou inaugurat el 1913 amb un partit contra l'Athletic Club. Va començar tenint molt poca capacitat, però després de successives ampliacions arribà a admetre 17.000 espectadors. Va deixar d'usar-se el 1993, i es va tirar a terra alguns anys més tard.
El darrer gol en partit oficial en aquest camp el va marcar el jugador de la Real, Oceano, tot i que dies més tard s'hi va celebrar un partit Reial Societat - Selecció d'Euskadi com a comiat.
Durant 40 anys va tenir cura del camp un conserge exjugador de la Reial Societat, el pasaitarra Amadeo Labarta Rey, que vivia dins l'estadi.
El 1999 l'estadi es va enderrocar, i al terreny que ocupava s'hi varen construir habitatges de protecció oficial.